# Game Walker
『Game Walker』（ゲームウォーカー）は、角川書店が刊行していた総合ゲーム雑誌。

## 沿革
1992年に勃発した「お家騒動」によるメディアワークスの分離独立や翌年の麻薬取締法違反による代表取締役社長・角川春樹逮捕と言う未曽有の危機的状況に見舞われていた角川書店は1994年から順次、メディアワークスとの関係修復に当たって競合するゲーム雑誌の整理・統廃合に乗り出した。
その結果、機種別に分散しているゲーム雑誌を総合誌に集約すると共に、年齢層別に再編することで電撃系各誌とのバッティングを回避する方法が取られ、1994年から翌年にかけて『マル勝PCエンジン』（「勝」を○で囲むのが正確な表記。以下同じ）は休刊・『マル勝スーパーファミコン』は小 - 中学生を対象にした総合誌・『マル勝ゲーム少年』にリニューアルされた。と同時に、1994年末の次世代ゲーム機ラッシュでそれまでの低年齢層に代わって（実際は「ファミコン世代」が成長したに過ぎないのだが）主力と位置付けられていた高年齢層向けのゲーム雑誌を創刊することになり1994年11月に本誌が創刊された。
メーカーからの広告宣伝費に依存する体質でメーカーに都合の悪いことを書けないゲーム雑誌が多い中で、業界が抱える問題点に対して正面から疑義を呈するタイプの記事も多く見受けられた点が他紙と一線を画していたが、ゲーム市場自体の低迷もあり2000年8月号で休刊した。